# Сент-Аньян (кантон)
Сент-Аньян (фр. Saint-Agnant) — кантон во Франции, находится в регионе Пуату — Шаранта. Департамент кантона — Шаранта Приморская. Входит в состав округа Рошфор. Население кантона на 2006 год составляло 13 649 человек.
Код INSEE кантона 1726. Всего в кантон Сент-Аньян входят 11 коммун, из них главной коммуной является Сент-Аньян.

## Коммуны кантона
- Боже — население 542 чел.
- Шампань — население 596 чел.
- Эшийе — население 2894 чел.
- Ла-Грипри-Сен-Симфорьен — население 446 чел.
- Моэз — население 518 чел.
- Пор-де-Барк — население 1805 чел.
- Сент-Аньян — население 2285 чел.
- Сен-Фру — население 262 чел.
- Сен-Жан-д’Англь — население 534 чел.
- Сен-Назер-сюр-Шарант — население 1023 чел.
- Субиз — население 2744 чел.